# 安大略航空
安大略航空（Air Ontario）是加拿大一家已結業的航空公司，現為爵士航空的一部分。此公司結業前总部位于安大略省伦敦市。

## 歷史

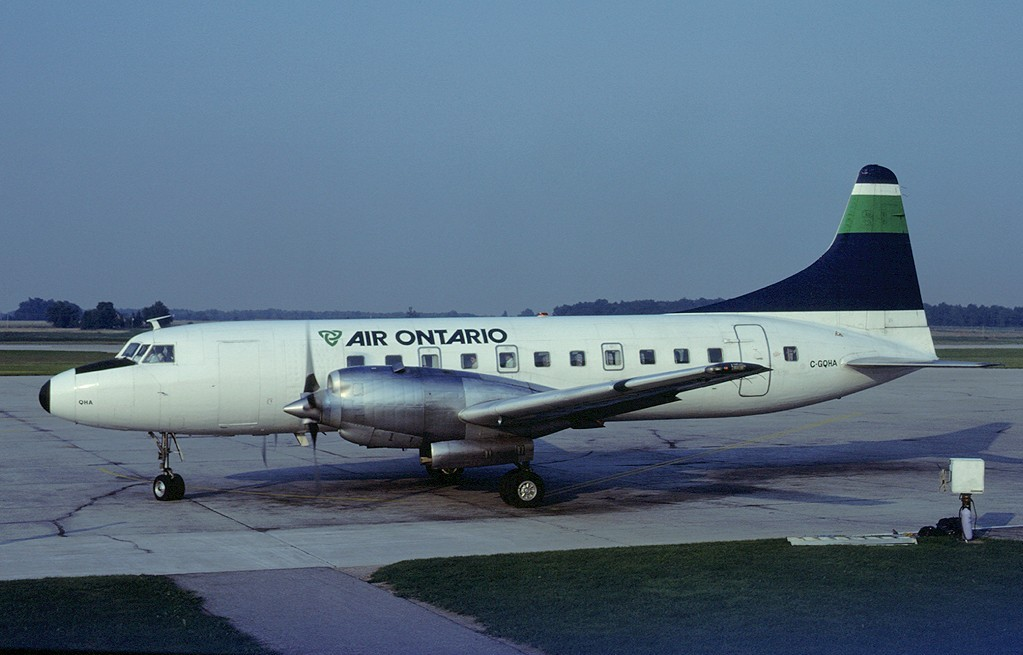
安大略航空一架康維爾580型客機（1983年攝於倫敦國際機場）

安大略航空的前身為大湖航空（Great Lakes Airlines），於1958年在薩尼亞市成立，1983年易名為安大略航空，1980年代中後期面臨破產。1987年6月，詹姆斯·普拉克斯頓（James Plaxton）購入安大略航空，並將之重組成加拿大航空（Air Canada）的全資附屬公司。
1990年，加航主線決定停辦來往北灣、薩德伯里、蒂明斯和溫莎的航線，並將之轉交安大略航空營運。安大略航空其後亦增辦從多倫多島機場前往蒙特婁和渥太華的航班，以及來往美國的航線。
踏入21世紀，加航計劃將其轄下的四間地區航空公司－安大略航空、卑詩航空（Air BC）、諾華航空（Air Nova）和加拿大地區航空（Canadian Regional Airlines）合併。新的加航地區公司（Air Canada Regional Inc.）於2001年1月成立，而合併程序則於2002年完成，加航的地區航線此後以加拿大爵士航空（Air Canada Jazz）的名義營運。

## 事故
- 1988年11月1日，安大略航空一架道格拉斯C-47運輸機（註冊編號：C-FBJE）從紅湖機場（Red Lake Airport）飛往皮康基卡姆機場（Pikangikum Airport）途中失事，墮入皮康基卡姆湖，機上三人中兩人喪生[2]。

- 1989年3月10日，安大略航空一架福克F28-1000型客機（註冊編號：C-FONF）營運從雷灣經德萊登（Dryden）飛往溫尼伯的1363號班機，在德萊登機場起飛49秒後失事墮毀，機上65名乘客中21人和4名機組人員中3人喪生。事後調查發現，事發時飛機的輔助動力系統（APU）故障，機師關閉引擎後將無法使用APU重新啟動引擎。如果進行除冰，飛機引擎必須關閉，否則除冰劑進入引擎後會把有毒空氣泵入機艙，加上德萊登機場並沒有提供可以不使用APU啟動引擎的外部電源裝置，因此飛機起飛前沒有進行除冰程序。結果因為機翼上積聚冰雪，飛機無法爬升至所需的高度來飛越跑道末端的樹木，因而出事。

## 外部連結
- Air Ontario (Archive)
- Air Ontario history page at Air Canada Jazz